# William Passmore (Boxer)
William Ivor Passmore (* 22. Juni 1915; † 31. März 1986 in Durban) war ein südafrikanischer Boxer.

## Werdegang
William Passmore nahm an den Olympischen Sommerspielen 1936 in Berlin teil. Im Fliegengewichtsturnier unterlag er im Viertelfinale Alfredo Carlomagno aus Argentinien.